# Ayden (Caroline du Nord)
Pour les articles homonymes, voir Ayden.
La ville d’Ayden est située dans le comté de Pitt, en Caroline du Nord, aux États-Unis. Lors du recensement de 2010, elle comptait 4 932 habitants.

## Histoire
En 1891, William Henry Harris demande à la Atlantic Coast Line Railroad l'autorisation de construire un dépôt de train sur une partie de sa ferme afin de créer un village. Une parcelle de 40 hectares de terrain est divisée en lots résidentiels autour de l'entrepôt de ce qui s'appelle Harristown. Les années suivantes, beaucoup sont vendus et des maisons sont construites.
Des entreprises s'ouvrent grâce aux nouveaux résidents, et le 3 février 1891, la ville est incorporée sous le nom de « Ayden ». En quelques années, le Carolina Christian College et le Free Will Baptist Seminary y sont établis. En 1919, Ayden avait l'électricité à temps plein fournie par une usine électrique municipale. En 1922, une mutuelle de prêts est fondée pour aider les familles à obtenir des prêts hypothécaires pour y construire des maisons.
Après avoir connu des moments difficiles au cours de la Grande Dépression, et après la Seconde Guerre mondiale, la ville a commencé à croître. Pour répondre à la demande croissante, des établissements commerciaux, culturels, religieux et autres sont ouverts à l'intérieur et autour d'Ayden. La communauté est encore en croissance aujourd'hui, grâce à la poursuite du développement de Greenville en tant que centre industriel et économique pour l'Est de Caroline du Nord.

## Démographie
Lors du recensement de 2000, la population s'élevait à 4 622 habitants dont 1 936 ménages et 1 217 familles résidentes. La densité de population était de 769,2 hab/km2.
La répartition ethnique était de 49,52 % d'Afro-Américains et de 47,64 % d'Euro-Américains. Le revenu moyen par habitant était de 24 004 dollars/hab. avec 26,3 % de la population vivant sous le seuil de pauvreté.
| 1900 | 1910 | 1920  | 1930  | 1940  | 1950  |
| ---- | ---- | ----- | ----- | ----- | ----- |
| 557  | 990  | 1 673 | 1 607 | 1 884 | 2 282 |

| 1960  | 1970  | 1980  | 1990  | 2000  | 2010  |
| ----- | ----- | ----- | ----- | ----- | ----- |
| 3 108 | 3 450 | 4 361 | 4 740 | 4 622 | 4 932 |

## Source
- (en) Cet article est partiellement ou en totalité issu de l’article de Wikipédia en anglais intitulé « Ayden, North Carolina » (voir la liste des auteurs).

1. ↑  (en) « Statistiques des États-Unis - Caroline du nord - Profils des communautés de 2010 » (consulté en novembre 2020)